# Vereinigung für Verfassungsgeschichte
Die Vereinigung für Verfassungsgeschichte ist ein juristisch-historischer Fachverband. Er stellt sich die Aufgabe, wissenschaftliche Fragen aus der Verfassungs-, einschließlich der Verwaltungsgeschichte durch Referate und Aussprachen auf den Versammlungen zu erörtern, Forschungen in diesem Bereich zu fördern und auf die Berücksichtigung der Verfassungsgeschichte im Hochschulunterricht hinzuwirken.

## Geschichte
Die Vereinigung wurde am 4. Oktober 1977 gegründet. Ihre Gründungsversammlung, zu der Ernst-Wolfgang Böckenförde und Hans Boldt eingeladen hatten, fand vom 3. bis 5. Oktober 1977 in der Evangelischen Akademie im nordhessischen Hofgeismar statt, wo die Vereinigung bis 2012 tagte. Die Tagungen werden in der Regel alle zwei Jahre einberufen. Die Gründung der Vereinigung war von Bedeutung für die Institutionalisierung des Faches. Ebenso wichtig ist die Organisation für die Internationalisierung der Verfassungsgeschichte.

## Mitgliedschaft
Der Vereinigung gehören habilitierte Hochschullehrer der Rechts- und der Geschichtswissenschaft sowie Archivare an. Die Juristen entstammen zumeist den Teilfächern Öffentliches Recht, insbesondere dem Staatsrecht, und der Rechtsgeschichte. Bei den Geschichtswissenschaftlern handelt es sich hauptsächlich um Mittelalter- oder Neuzeithistoriker mit einem Schwerpunkt in der Verfassungsgeschichte. Im Unterschied zu den Juristen und Historikern, bei denen dies die Voraussetzung für die Aufnahme ist, müssen die Archivare nicht habilitiert sein. Die Vereinigung hat – nach anfänglich 63 (1978), zwischenzeitlich 128 (1993) bzw. 173 (2006) – derzeit 161 Mitglieder (April 2025). Mitglieder können – wie bei der Vereinigung der deutschen Staatsrechtslehrer – der Vereinigung nicht von sich aus beitreten, sondern nur auf Vorschlag von drei Mitgliedern kooptiert werden. Die überwiegende Zahl der Mitglieder stammt aus Deutschland, Österreich und der Schweiz.
Erster Vorsitzender der Vereinigung ist seit 2022 der Freiburger Staatsrechtler Matthias Jestaedt (Freiburg). Stellvertretende Vorstandsmitglieder sind die Neuzeithistoriker Ewald Grothe (Wuppertal) und Monika Wienfort (Potsdam). Außerdem gibt es einen wissenschaftlichen Beirat mit sechs Mitgliedern.
Frühere Vorsitzende waren 
- 1977–1981: Helmut Quaritsch, Staatsrechtler
- 1981–1985: Dietmar Willoweit, Rechtshistoriker
- 1985–1989: Gerhard Dilcher, Rechtshistoriker
- 1989–1993: Reinhard Mußgnug, Staatsrechtler
- 1993–1997: Wilhelm Brauneder, Rechtshistoriker
- 1997–2001: Hans-Jürgen Becker, Rechtshistoriker
- 2001–2006: Diethelm Klippel, Rechtshistoriker
- 2006–2010: Helmut Neuhaus, Frühneuzeithistoriker
- 2010–2014: Thomas Simon, Rechtshistoriker
- 2014–2018: Christoph Schönberger, Staatsrechtler
- 2018–2022: Dieter Gosewinkel, Rechtshistoriker

## Tagungen und Tagungsbände
Die Beiträge zu den Tagungen und die Aussprachen erscheinen in den Beiheften der Zeitschrift Der Staat.
- 1977: Gesellschaftliche Strukturen als Verfassungsproblem. Intermediäre Gewalten, Assoziationen, Öffentliche Körperschaften im 18. und 19. Jahrhundert (= Beiheft 2, 1978)
- 1979: Von der ständischen Gesellschaft zur bürgerlichen Gleichheit (= Beiheft 4, 1980)
- 1981: Gegenstand und Begriffe der Verfassungsgeschichtsschreibung (= Beiheft 6, 1983)
- 1983: Gesetzgebung als Faktor der Staatsentwicklung (= Beiheft 7, 1984)
- 1985: Die Entstehung der Verfassung im formellen Sinn
- 1987: Res publica. Bürgerschaft in Stadt und Staat (= Beiheft 8, 1988)
- 1989: Die Verwaltung und ihre Ressourcen. Untersuchungen zu ihrer Wechselwirkung (= Beiheft 9, 1991)
- 1991: Wendemarken in der deutschen Verfassungsgeschichte (= Beiheft 10, 1993)
- 1993: Entstehen und Wandel verfassungsrechtlichen Denkens (= Beiheft 11, 1993)
- 1995: Staatliche Vereinigung. Fördernde und hemmende Elemente in der deutschen Geschichte (= Beiheft 12, 1995)
- 1997: Wahlen und Wahlrecht (= Beiheft 14, 1997)
- 1999: Interdependenzen zwischen Verfassung und Kultur (= Beiheft 15, 1999)
- 2001: Zusammengesetzte Staatlichkeit in der Europäischen Verfassungsgeschichte (= Beiheft 16, 2006)
- 2003: Der Reichsdeputationshauptschluß 1803 [Tagung in Regensburg]
- 2006: Verfassungsgeschichte in Europa (= Beiheft 18, 2010)
- 2008: Selbstverwaltung in der Geschichte Europas in Mittelalter und Neuzeit (= Beiheft 19, 2010)
- 2010: Verfassungsänderungen (= Beiheft 20, 2012)
- 2012: Schutz der Verfassung. Normen, Institutionen, Höchst- und Verfassungsgerichte (= Beiheft 22, 2014)
- 2014: Verfassung und Völkerrecht in der Verfassungsgeschichte. Interdependenzen zwischen internationaler Ordnung und Verfassungsordnung [Tagung in Wien] (= Beiheft 23, 2015)
- 2016: Verfassung und Öffentlichkeit in der Verfassungsgeschichte [Tagung auf der Insel Reichenau] (= Beiheft 25, 2020)
- 2018: Verfassung und Krieg in der Verfassungsgeschichte [Tagung im Kloster Hegne in Allensbach] (= Beiheft 26, 2023)
- 2020: Vom Reichsbewusstsein zum Verfassungspatriotismus. Zusammengehörigkeit durch Rechtsregeln [Tagung in der Zeche Zollverein in Essen] (= Beiheft 27, 2021)
- 2022: Eigentum als Herrschaftsressource [Tagung in den Franckeschen Stiftungen in Halle an der Saale]
- 2024: Prozesse kollegialen Entscheidens [Tagung in der Akademie der Wissenschaften und der Literatur in Mainz]